# Stevan Mićić
Stevan Andrija Mićić (in serbo Стеван Андрија Мићић?; Mesa, 4 aprile 1996) è un lottatore serbo e statunitense, specializzato nella lotta libera, campione iridato ai mondiali di Belgrado 2023.

## Biografia
È nato a Mesa (Arizona), nello Stato federato dell'Arizona, negli Stati Uniti d'America dai genitori Stevan and Lori Mićić. Ha studiato all'Università del Michigan, prendendo parte al Campionato nazionale NCAA nel 2018. Ha rappresentato la nazionale statunitense a livello giovanile fino al 2018, anno in cui ha iniziato a difendere i colori della Serbia.
È allenato da Alex Tsirtsis.
Agli europei di Kaspijsk 2018 è stato eliminato dal tabellone principale del torneo dei -57 kg dal russo Zaur Uguev (poi vincitore dell'argento); al primo roound dei ripescaggi ha superato il francese Zoheir El-Ouarraqe e, infine, ha ottenuto il bronzo battedo lo spagnolo Levan Metreveli nella finale per il terzo posto.
Ai Giochi del Mediterraneo di Tarragona 2018 ha ottenuto la medaglia di bronzo nei 65 kg.
Ai Giochi europei di Minsk 2019 ha superato il georgiano Lasha Lomtadze agli ottavi, il turco Süleyman Atlı ai quarti e l'ucraino Taras Markovych in semifinale; è infine rimasto sconfitto in finale contro l'azero Mahir Amiraslanov.
Agli europei di Roma 2020 è stato eliminato dal tabellone principale agli ottavi dei Süleyman Atlı (poi vincitore dell'argento); ai ripescaggi ha battuto prima il greco Ioannis Martidis, poi il rumeno Andrei Dukov e, infine, l'armeno Mihran Jaburyan nella finale per il bronzo.
Ha rappresentato la Serbia ai Giochi olimpici estivi di Tokyo 2020, classificandosi 14º nel torneo dei 57 kg, dopo essere rimasto sconfitto agli ottavi dal giapponese Yūki Takahashi.
Ai Giochi del Mediterraneo di Orano 2022 ha conquistato il bronzo nella categoria -65 kg: ha batto il turco Münir Recep Aktaş nella finale per il terzo posto, dopo la sconfitta in semifinale contro l'albanese Zelimkhan Abakarov e la vittoria ai quarti contro il francese Quentin Sticker.
Ai mondiali di Belgrado 2022 ha perso nuovamente in semifinale contro l'albanese Zelimkhan Abakarov, vincitore del torneo; nella finale per il bronzo ha battuto il cubano Reineri Andreu. Ai sedicesimi aveva superato il messicano Roberto Alejandro, agli ottavi il Rakhat Kalzhan e ai quarti il giapponese Toshihiro Hasegawa.
Si laureato campione mondiale l'anno successivo a Belgrado 2023 dove ha avuto la meglio nell'ordine sul coreano  Kim Guk-hyeon, sull'uzbeko Gulomjon Abdullaev, sull'atleta individuale indipendente Zaur Uguev, sull'albanese Zelimkhan Abakarov in semifinale e sul giapponese Rei Higuchi in finale.

## Palmarès

### Serbia
- Mondiali

Belgrado 2022: bronzo nei 57 kg.
Belgrado 2023: oro nei 57 kg.
- Europei

Kaspijsk 2018: bronzo nei 57 kg.
Roma 2020: bronzo nei 57 kg.
- Giochi europei

Minsk 2019: argento nei 57 kg.
- Giochi del Mediterraneo

Tarragona 2018: bronzo nei 65 kg.
Orano 2022: bronzo nei 65 kg.

### Stati Uniti d'America
- Mondiali junior

Salvador da Bahia 2015: bronzo nei 55 kg.